# To be free (倖田來未の曲)
『to be free』（トゥー・ビー・フリー）は、日本の歌手・倖田來未の16作目の配信限定シングル。2021年9月8日に配信された。

## 解説
前作『Doo-Bee-Doo-Bop』から20日でのリリースで、デビュー20周年を締めくくる2021年3か月連続配信リリースの第3弾。本作は同日リリースの63枚目のシングル『SUMMER OF '21』内に第1弾の「We'll Be OK」および第2弾の「Doo-Bee-Doo-Bop」と共に初CD・フィジカル化された。
本曲は「すべてを包み込みような優しいメロディーと歌詞が特徴の、一日の終わりにそっと寄り添うようなミディアムナンバー」としている。
前作同様、リリースに先駆けて9月7日にローカルラジオ番組・J-WAVE『GROOVE LINE』内において初のオンエア解禁された。

## 楽曲
1. to be free [3:40]
作詞：KODA KUMI
作曲：T-SK、ADAM YARON、Imad Eljattari、Luigi Nabuurs、Pascal Oorts

## 収録アルバム
- 『heart』